# 二条正麿
二条 正麿（二條、にじょう おさまろ、1872年2月17日（明治5年1月9日）- 1929年（昭和4年）2月18日）は、明治から昭和期の政治家、華族。貴族院男爵議員。

## 経歴
二条家当主・二条斉敬の四男として生まれる。1902年（明治35年）12月5日、分家して男爵を叙爵した。
学習院高等科を経て、1899年（明治32年）7月、東京帝国大学法科大学法律学科（独法）を卒業し、さらに同大学院で行政法を研究して修了した。1904年（明治37年）司法官試補となり、東京区裁判所検事代理を務めた。
1905年（明治38年）3月、貴族院男爵議員補欠選挙で当選し、同月11日に就任し、公正会に所属して活動し、死去するまで4期在任した。その他、狩猟調査会委員、寺院境内地譲与審査会委員などを務めた。

## 栄典
位階
- 1902年（明治35年）12月20日 - 従五位[11]
- 1915年（大正4年）12月28日 - 従四位[12]
- 年月日不明 - 正四位[注釈 1]

勲章
- 1929年（昭和4年）2月18日 - 旭日中綬章[13]

## 親族
- 妻：鶴子（酒井忠道女）[1]
  - 二女：康子（二条基弘養女。誓康と改名し得浄明院住職となる）[1][4][14]
  - 二男：豊基（男爵、戦死）[1][4]
  - 三男：弼基（二条厚基養子）[1][4]
  - 四男：博基（牧野健之助養子、牧野は三井高弘の子で牧野忠良の娘婿）[1]
  - 三女：文子（慶光院利彰妻）[1]